# دانييل آدامز
دانييل آدامز (بالإنجليزية: Daniel Adams)‏ (و. – م) هو مخرج سينمائي، من الولايات المتحدة الأمريكية، ولد في بوسطن.

## التعليم
تعلم في جامعة فيرمونت.

## وصلات خارجية
- دانييل آدامز على موقع IMDb (الإنجليزية)
- دانييل آدامز على موقع ألو سيني (الفرنسية)
- دانييل آدامز على موقع ألو سيني (الفرنسية)
- دانييل آدامز على موقع أول موفي (الإنجليزية)
- دانييل آدامز على موقع قاعدة بيانات الأفلام السويدية (السويدية)
- دانييل آدامز على موقع قاعدة بيانات الفيلم (الإنجليزية)
- دانييل آدامز على موقع كينوبويسك (الروسية)